# Meandry Lučiny
Meandry Lučiny jsou přírodní památka (o celkové rozloze 40,65 ha) vyhlášená vyhláškou Okresního úřadu v Karviné k 25. 11. 1991. Nachází se na území statutárního města Havířova nedaleko městského centra, na hranicích městských částí Havířov-Město a Bludovice. 

## Předmět ochrany
Předmětem ochrany je přirozený neregulovaný tok řeky Lučiny, který se vine v délce cca 2,5 kilometru říčními meandry v několikametrových hliněných naplaveninách, a na něj navazujícími mokřady, lužní porost a většími druhotné louky. Korytotvorná činnost řeky neustále mění polohu a tvar meandrů a podílí se na vzniku řečiště s velkou rozmanitostí rostlinných a živočišných druhů, které jsou na jednotlivé niky řečiště vázány.

## Flóra
V přírodní památce se můžeme nalézt : sasanku pryskyřníkovitou (Anemone ranunculoides), křivatec žlutý (Gagea lutea), zapalici žluťuchovitou (Isopyrum thalictroides), prvosenku vyšší (Primula elatior), pižmovku mošusovou (Adoxa moschatelina).

## Fauna
Z fauny zde můžeme nalézt : ropuchu zelenou (Bufo viridis), ropuchu obecnou (Bufo bufo), skokana zeleného (Rana esculenta), čolka obecného (Triturus vulgaris), šidélko znamenané (Erythromma viridulum), vážku bělořitnou (Orthetrum albistylum), střevli potoční (Phoxinus phoxinus), mihuli potoční (Lampetra planeri). Hlavními reprezentanty ekosystému jsou:
ledňáček říční (Alcedo atthis), střízlík obecný (Troglodytes troglodytes), kulík říční (Charadrius dubius), skorec vodní (Cinclus cinclus), rak říční (Astacus astacus). 